# Bokszból jeles
A Bokszból jeles (Knockout) 2011-es amerikai sport-drámafilm, melyet Anne Wheeler rendezett,  főszereplője Steve Austin, Daniel Magder és Jaren Brandt Bartlett.

## Cselekmény
|  | Alább a cselekmény részletei következnek! |

Dan Barnes (Steve Austin) volt bokszoló, aki nyugdíjba vonult, hogy hátrahagyja kimerítő, erőszakos pályafutását. Gondnokként helyezkedik el egy iskolánál, ahol próbál segíteni egy új diáknak, Matthew Millernek (Daniel Magder), aki nemrég iratkozott be az iskolába, és iskolai kötekedők célpontjává vált. Miközben Matthew megtanul bokszolni és szembeszáll bántalmazóival, akik közül az egyik fiú, Hector (Jaren Brandt Bartlett) iskolai bokszbajnok, tanítói szerepének köszönhetően Dannek is sikerül megbékélnie zaklatott múltjával.

## Szereplők
- Steve Austin – Dan Barnes
- Daniel Magder – Matthew Miller
- Jaren Brandt Bartlett – Hector Torres
- Emma Grabinsky – Ruby
- Tess Atkins – Teresa Terrel
- Samuel Patrick Chu – Nick Wirthlin
- Julian Domingues – Joe Fielder
- Scott Hylands – Grandfather Charlie Putman
- Janet Kidder – Christine Miller
- Sean Devine – Jacob Miller
- Roman Podhura – Harward edző
- Catherine Lough Haggquist – Lee igazgató
- Adrian Formosa – Avery
- Jay Jauncey – Ray
- Benjamin Ratner – Mr. Doyle
- Bronwen Smith – Mrs. Nasher

## Fordítás
Ez a szócikk részben vagy egészben  a   Knockout (2011 film) című angol Wikipédia-szócikk ezen változatának fordításán alapul.  Az eredeti cikk szerkesztőit annak laptörténete sorolja fel. Ez a jelzés csupán a megfogalmazás eredetét és a szerzői jogokat jelzi, nem szolgál a cikkben szereplő információk forrásmegjelöléseként.

## Külső hivatkozások
- Bokszból jeles az Internet Movie Database oldalon (angolul)
- Bokszból jeles a PORT.hu-n (magyarul)
- http://www.rottentomatoes.com/m/knockout_2011/